# Otto Mann
Otto Mann es un personaje ficticio de la serie de dibujos animados Los Simpson creada por Matt Groening. La voz en su idioma original es realizada por Harry Shearer. En Hispanoamérica estaba doblado hasta la decimoquinta temporada (incluida) por Herman López, reemplazado por Luis Alfonso Padilla hasta la vigesimotercera temporada, cuando fue resustituido por Gerardo García, Herman López retomaría al personaje en la temporada 32, pero debido a su fallecimiento sería sustituido por Tommy Rojas desde la temporada 33. En España fue doblado por Claudio Serrano hasta la undécima temporada (incluida), y fue sustituido por Julio Sanchidrián hasta la fecha.

## El personaje
De origen alemán, Otto se caracteriza por su estilo alocado de conducción, su pasión por el heavy metal y su propensión a sonar y actuar como un adolescente perpetuo.
Se caracteriza por ser de la cultura metal y un temerario que busca la pasión de la vida. Siempre va vestido con playera rosa, short azul, gorra rosa y auriculares. Según él mismo dijo en el episodio The Otto Show, lo único que aprendió en la escuela fue tocar la guitarra. Fue presidente del Consejo de Alumnos de la Primaria de Springfield en su infancia.Previo a trabajar como conductor de la escuela, condujo el autobús de la prisión de Springfield. También se le suele ver conduciendo otros autobuses, entre ellos uno de la cárcel y otro del asilo, así como un furgón de extracción de sangre. Otro autobús que ha conducido es el de la Primera Iglesia de Springfield, y también un camión con piscina móvil. También se le ha visto conduciendo un autobús de turismo. Durante algún tiempo, fue conductor sin tener licencia para conducir.
Estuvo a punto de casarse con Becky, trabajadora de un restaurante alemán, a quien le dedicó Every Rose Has Its Thorn de Poison, y a quien abandonó en el altar después de que Marge le diera como opción ella o el heavy metal, partiendo en su autobús junto a una banda tributo a Poison llamada Cianuro. A esta boda asistieron sus padres, siendo su padre un almirante muy reconocido. Aparentemente consume drogas esporádicamente, aunque en ocasiones se evidencia su vicio por la marihuana, haciéndose buen amigo de Homer, su compañero de vicio. Es el segundo mayor fanático de Metallica, y también es fanático de Judas Priest. En un capítulo escucha Breaking the Law, y en otro Living After Midnight. En el capítulo Das Bus, al caer del autobús al agua grita "Zep rules" ("¡Que viva Led Zeppelin!" en la versión española. Como curiosidad, un anuncio de la radio española Rock FM usa su frase). En el episodio Lisa's Wedding, se puede ver que en el futuro es el dueño de una compañía de taxis, en la que trabaja el alcalde Quimby como chófer.